# Wenzel Stahl
Wenzel Stahl (31. ledna 1865 Polžice – 15. července 1917 Polžice) byl rakouský a český sedlák a politik německé národnosti, na počátku 20. století poslanec Českého zemského sněmu a Říšské rady.

## Biografie
Byl druhým nejstarším synem. Vystudoval zemědělskou školu v Horšovském Týně a věnoval se zemědělství. Spolu s manželkou Margaretou Pühl hospodařili na statku Meckerlhof. V rodných Polžicích provozoval obchod s moukou a dřevem a byl starostou obce. Byl předsedou Svazu chovatelů dobytka a okresního hasičského svazu. Sám v roce 1898 založil sbor dobrovolných hasičů pro obec Srby a okolí. Byl rovněž zakladatelem Zemědělského lihovaru v Horšovském Týně. Zasedal ve výboru Německého hospodářského ústředního svazu (Zentralverband) a také v německé sekci zemské zemědělské rady.
Na počátku 20. století se zapojil i do zemské a celostátní politiky. Ve volbách v roce 1901 byl zvolen do Českého zemského sněmu v kurii venkovských obcí (volební obvod Horšovský Týn, Hostouň, Ronšperk). Politicky tehdy patřil k Všeněmeckému sjednocení. Mandát obhájil za týž obvod i ve volbách v roce 1908. Nyní se uvádí jako člen Německé agrární strany.
Ve volbách roku 1907 byl zvolen i do Říšské rady (celostátní zákonodárný sbor), za obvod Čechy 123. Ve vídeňském parlamentu usedl do poslaneckého klubu Německý národní svaz, v jehož rámci zastupoval Německou agrární stranu. Mandát obhájil za týž obvod i ve volbách roku 1911, po nichž opět usedl do poslanecké frakce Německý národní svaz coby člen německých agrárníků.
Za jeho veřejné aktivity mu císař udělil Zlatý záslužný kříž. Zemřel náhle na mrtvici v červenci 1917.